# Siketlimpia
A siketlimpia négy évente, az olimpiát követő évben a siketek nemzetközi sportszövetsége, az International Committee of Sports for the Deaf által megrendezett világjáték. Nyári és téli változata is van. A Nemzetközi Olimpiai Bizottság elismeri. Jelmondata: Per ludos aequalitas, magyarul: Játékokkal az egyenlőségért.
A hallók világában kevéssé ismert esemény; az itt eredményeket elért sportolókat nem ismerik el teljesítményükhöz mérten, és nem kapnak megfelelő támogatást a külvilágtól. Míg a magyar olimpikonok és a paralimpikonok milliókat kaptak, addig a siketlimpikonoknak csak apróságok jutottak. A 2009-es siketlimpiára a később aranyérmet nyert vízilabdacsapat utaztatásához magánszemélyek adták össze a pénzt.
A siket sportolók nem vesznek részt a paralimpián, mivel ott a hallássérülteknek nincs külön kategóriája, és egy kategóriába sorolnák őket azokkal, akik nem esnek az első öt kategória (amputáltak, agyi károsodást szenvedettek, értelmi fogyatékosok, kerekes székesek és vakok) egyikébe.

## Részvétel
A sportolókat és a csapatokat többnyire a nemzeti siket sportszövetség delegálja. Nemcsak a legjobb sportolókat küldik ki, hanem a fiatal tehetségeket is tapasztalatszerzés céljából.
A leghíresebb résztvevő Terence Parkin úszó, aki 2001-es római győzelme előtt olimpiai aranyérmet szerzett Sydneyben 2000-ben 200 méteres mellúszásban.
A versenyen csak olyan sportolók vehetnek részt, akiknek mindkét fülön legalább 55 decibeles a hallásveszteségük. Csak a természetes hallásmaradványukat használhatják; nem viselhetnek hallókészülékeket, cochleáris implantátumokat és más segédeszközöket. A sportolók siketségéhez alkalmazkodva a futballbírók zászlót lengetnek síp helyett, és a futásnál a startpisztolyt fényjelek helyettesítik. A nézők sem éljenezhetnek és tapsolhatnak hangosan, csak jelben.

## Sportágak

### Nyár
- Asztalitenisz
- Birkózás szabad stílusban
- Birkózás kötött stílusban
- Bowling
- Cselgáncs
- Futás
- Karate
- Kosárlabda
- Könnyűatlétika
- Labdarúgás
- Lövészet
- Mountainbike
- Röplabda
- Strandröplabda
- Tájfutás
- Taekwondo
- Tenisz
- Tollaslabda
- Vízilabda
- Judo

### Tél
- Alpesi sí
- Curling
- Északi sí
- Hódeszka
- Jégkorong

## Siketlimpiák
| Nyár | Nyár | Nyár          | Nyár               | Nyár       | Nyár           | Tél  | Tél  | Tél                  | Tél              | Tél        | Tél            |
| Sor. | Év   | Város         | Ország             | Résztvevők | Nemzetek száma | Sor. | Év   | Város                | Ország           | Résztvevők | Nemzetek száma |
| ---- | ---- | ------------- | ------------------ | ---------- | -------------- | ---- | ---- | -------------------- | ---------------- | ---------- | -------------- |
| 1.   | 1924 | Párizs        | Franciaország      | 145        | 9              | 1.   | 1949 | Seefeld              | Ausztria         | 33         | 5              |
| 2.   | 1928 | Amszterdam    | Hollandia          | 210        | 10             | 2.   | 1953 | Oslo                 | Norvégia         | 53         | 6              |
| 3.   | 1931 | Nürnberg      | Németország        | 316        | 14             | 3.   | 1955 | Oberammergau         | NSZK             | 61         | 7              |
| 4.   | 1935 | London        | Egyesült Királyság | 293        | 12             | 4.   | 1959 | Montana              | Svájc            | 42         | 8              |
| 5.   | 1939 | Stockholm     | Svédország         | 264        | 13             | 5.   | 1963 | Åre                  | Svédország       | 58         | 8              |
| 6.   | 1949 | Koppenhága    | Dánia              | 405        | 14             | 6.   | 1967 | Berchtesgaden        | NSZK             | 86         | 12             |
| 7.   | 1953 | Brüsszel      | Belgium            | 524        | 16             | 7.   | 1971 | Adelboden            | Svájc            | 92         | 13             |
| 8.   | 1957 | Milánó        | Olaszország        | 625        | 25             | 8.   | 1975 | Lake Placid          | Egyesült Államok | 268        | 15             |
| 9.   | 1961 | Helsinki      | Finnország         | 595        | 24             | 9.   | 1979 | Méribel              | Franciaország    | 180        | 14             |
| 10.  | 1965 | Washington    | Egyesült Államok   | 697        | 27             | 10.  | 1983 | Madonna di Campiglio | Olaszország      | 191        | 16             |
| 11.  | 1969 | Belgrád       | Jugoszlávia        | 1183       | 32             | 11.  | 1987 | Oslo                 | Norvégia         | 136        | 15             |
| 12.  | 1973 | Malmö         | Svédország         | 1061       | 32             | 12.  | 1991 | Banff                | Kanada           | 294        | 16             |
| 13.  | 1977 | Bukarest      | Románia            | 1118       | 32             | 13.  | 1995 | Yllästunturi         | Finnország       | 267        | 19             |
| 14.  | 1981 | Köln          | NSZK               | 1213       | 32             | 14.  | 1999 | Davos                | Svájc            | 273        | 18             |
| 15.  | 1985 | Los Angeles   | Egyesült Államok   | 1053       | 29             | 15.  | 2003 | Sundsvall            | Svédország       | 253        | 22             |
| 16.  | 1989 | Christchurch  | Új-Zéland          | 959        | 30             | 16.  | 2007 | Salt Lake City       | Egyesült Államok | 298        | 23             |
| 17.  | 1993 | Szófia        | Bulgária           | 1705       | 51             | 17.  | 2011 | Vysoké Tatry         | Szlovákia        | -          | -              |
| 18.  | 1997 | Koppenhága    | Norvégia           | 2068       | 62             | 18.  | 2015 | Khanty-Mansiysk      | Oroszország      | 344        | 27             |
| 19.  | 2001 | Róma          | Olaszország        | 2405       | 71             | 19.  | 2019 | Sondrio megye        | Olaszország      | 461        | 34             |
| 20.  | 2005 | Melbourne     | Ausztrália         | 2300       | 75             | 20.  | 2023 | Québec               | Kanada           |            |                |
| 21.  | 2009 | Tajpej        | Kínai Köztársaság  | 2900       | 83             | 21.  | 2027 | Szöul                | Dél-Korea        |            |                |
| 22.  | 2013 | Szófia        | Bulgária           | 2711       | 83             | 22.  |      |                      |                  |            |                |
| 23.  | 2017 | Samsun        | Törökország        | 2859       | 97             | 23.  |      |                      |                  |            |                |
| 24.  | 2022 | Caxias do Sul | Brazília           | 1489       | 71             | 24.  |      |                      |                  |            |                |
| 25.  | 2025 | Tokió         | Japán              |            |                | 25.  |      |                      |                  |            |                |

A Nemzetközi Siket Sportszövetség nem ismeri el, hogy a 17. siketlimpia elmaradt, hanem tervezi, hogy azt majd egy későbbi időpontban tartja meg. Büntetésként kizárta a szlovák csapatokat és Szlovákiát a nemzetközi sportrendezvényekről.
Az esemény azért maradt el, mert Jaromir Ruda, a Szlovák Siketlimpia Szövetség elnöke elsikkasztotta a rendezvényre szánt pénzt. Ezért körözést adtak ki ellene, és elfogták, amikor átlépte a magyar határt.

## Fordítás
Ez a szócikk részben vagy egészben  a   Deaflympics című német Wikipédia-szócikk fordításán alapul.  Az eredeti cikk szerkesztőit annak laptörténete sorolja fel. Ez a jelzés csupán a megfogalmazás eredetét és a szerzői jogokat jelzi, nem szolgál a cikkben szereplő információk forrásmegjelöléseként.